# Toña
La playa Toña situada en el municipio vizcaíno de Pedernales, País Vasco (España), es una playa con arena oscura. 
La Isla de Txatxarramendi separa esta playa de la playa de San Antonio.
Se puede llegar a la playa a través de autobús mediante la línea Bilbao - Amorebieta-Echano - Guernica - Bermeo y a través del tren mediante la línea Bilbao - Bermeo.

## Área
- Bajamar: 10.200 m²
- Pleamar: 3.800 m²